# Teoria wyboru społecznego
.
Teoria wyboru społecznego zajmuje się analizą zbiorowego podejmowania decyzji. Powiązana jest z teorią wyboru publicznego. Określa warunki jakie muszą być spełnione, lub jakie nie są spełniane w różnych metodach podejmowania decyzji zbiorowych.
Teoria wyboru społecznego określa ogólne cechy różnych metod podejmowania decyzji. W przeciwieństwie do teorii wyboru publicznego ma charakter normatywny.